# جيف هايوود
جيف هايوود (بالإنجليزية: Jeff Heywood)‏ هو مهندس أمريكي، ولد في 20 ديسمبر 1951.